# Эллипсоид

Эллипсоид вращения

Эллипсо́ид — поверхность в трёхмерном пространстве, полученная деформацией сферы вдоль трёх взаимно перпендикулярных осей. 
Каноническое уравнение эллипсоида в декартовых координатах, совпадающих с осями деформации эллипсоида:
{\displaystyle {\frac {x^{2}}{a^{2}}}+{\frac {y^{2}}{b^{2}}}+{\frac {z^{2}}{c^{2}}}=1,} где {\displaystyle a,b,c} — произвольные положительные числа.
Величины a, b, c называют полуосями эллипсоида. Эллипсоид представляет собой одну из возможных форм поверхностей второго порядка.
В случае, когда пара полуосей имеет одинаковую длину, эллипсоид может быть получен вращением эллипса вокруг одной из его осей. Такой эллипсоид называют эллипсоидом вращения или сфероидом.
Эллипсоид более точно, чем сфера, отражает идеализированную поверхность Земли.
Параметрическое уравнение эллипсоида:
{\displaystyle {\begin{aligned}x&=a\sin(\theta )\cos(\varphi ),\\y&=b\sin(\theta )\sin(\varphi ),\\z&=c\cos(\theta ),\end{aligned}}\,\!}
где
{\displaystyle 0\leq \theta \leq \pi ,\qquad 0\leq \varphi <2\pi .}
Площадь поверхности эллипсоида вращения:
{\displaystyle S=4\pi b^{2}\left(1+{\frac {2}{3}}e^{2}+{\frac {3}{5}}e^{4}+{\frac {4}{7}}e^{6}+...+{\frac {k+1}{2k+1}}e^{2k}+...\right).}
В элементарных функциях:
{\displaystyle S_{\rm {oblate}}=2\pi a^{2}\left(1+{\frac {1-e^{2}}{e}}\mathrm {arth} \,e\right)\quad {\mbox{,}}\quad e^{2}=1-{\frac {c^{2}}{a^{2}}}\quad (c<a),}
{\displaystyle S_{\rm {prolate}}=2\pi a^{2}\left(1+{\frac {c}{ae}}\sin ^{-1}e\right)\quad \qquad {\mbox{,}}\;\quad e^{2}=1-{\frac {a^{2}}{c^{2}}}\quad (c>a),}
Oblate, prolate — сплюснутый и вытянутый соответственно.
Также эллипсоидом называют тело, ограниченное поверхностью эллипсоида. Объём эллипсоида:
{\displaystyle V={\frac {4}{3}}\pi abc.}

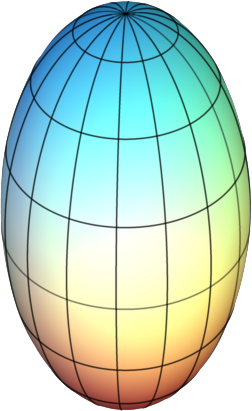
Вытянутый эллипсоид вращения
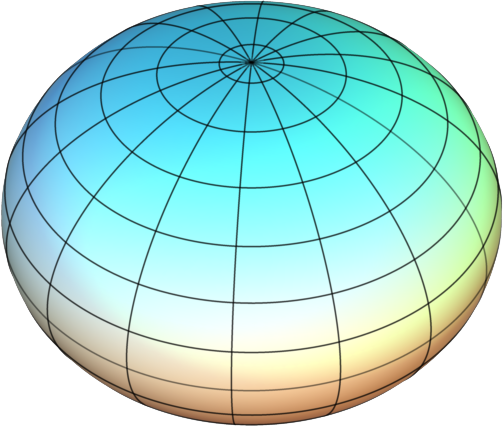
Сплюснутый эллипсоид вращения
Сплюснутый эллипсоид вращения и его образующая
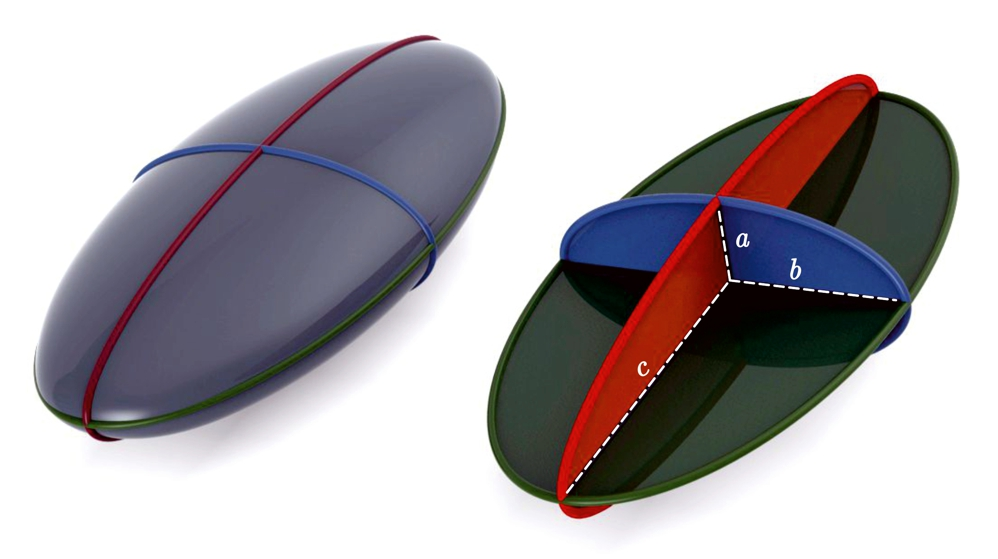
Трёхосный эллипсоид с различными длинами полуосей